# گاپناخ
گاپناخ (به آلمانی: Gappenach) یک شهر در آلمان است که در ماین-کبلنتس واقع شده‌است. گاپناخ ۳۳۸ نفر جمعیت دارد.